# Железнов, Владимир Яковлевич
Владимир Яковлевич Железнов (1869—1933) — русский экономист, педагог и общественный деятель, профессор.

## Биография
Родился 23 марта (4 апреля) 1869 года в селе Одоевское Ветлужского уезда Костромской губернии — сын чиновника.
С 1884 года учился в Нижегородском дворянском институте, который окончил в 1887 году с серебряной медалью. Затем учился на юридическом факультете Киевского университета, по окончании которого в 1892 году был оставлен при кафедре политической экономии для подготовки к профессорскому званию. С июня 1896 года — приват-доцент Киевского университета; читал обязательный курс по статистике, а с 1902 года — курс политической экономии и статистики. Одновременно, с 1898 года читал публичные лекции по политической экономии, которые пользовались большой популярностью и легли в основу получивших общероссийскую известность «Очерков политической экономии».
Занимался политической деятельностью, с 1904 года был членом Киевской группы «Союза освобождения». После стажировки в Германии, в апреле 1905 года, защитил в Московском университете магистерскую диссертацию «Главные направления в разработке теории заработной платы» и был избран профессором юридического факультета Киевского университета, но не утверждён в этой должности из-за политической «неблагонадежности».
Переехал в Москву и в сентябре 1906 года был утверждён адъюнкт-профессором Московского сельскохозяйственного института и сразу направлен в заграничную командировку. С января 1913 года В. Я. Железнов — ординарный профессор сельскохозяйственного института. С ноября 1914 года (по другим сведениям — с 1908) был сверхштатным экстраординарным профессором Московского коммерческого института.
Также занимался общественной деятельностью. В 1908 году возглавил комиссию по организации Кооперативного банка, созданную при Комитете о сельских ссудно-сберегательных обществах. Выступал по этой теме с докладом на 1-м Всероссийском кооперативном съезде в Москве в 1908 году). В 1912 году был открыт Московский народный банк, Железнов стал председателем его ревизионной комиссии.
В 1911 году был избран товарищем председателя Общества имени А. И. Чупрова для разработки общественных наук.
В 1913—1919 годах (по другим сведениям — в 1910—1917 годах) преподавал в Московском городском народном университете имени А. Л. Шанявского. В это же время был членом редакции «Энциклопедический словарь Гранат» и автором многих статей по экономике, статистике и финансам в этом словаре. Также он был редактором сборника «Вопросы финансовой реформы в России» (Т. 1–3, 1915—1917).
В октябре 1917 года В. Я. Железнов был избран директором «Тимирязевской академии с оставлением в должности профессора». Но уже через два года должность директора он оставил. В 1921 года, продолжая преподавать в академии, Железнов работал в Наркомате финансов СССР в качестве председателя научной комиссии Института экономических исследований, в 1924 году был назначен председателем секции того же института и вплоть до 1929 года оставался в этом статусе в соответствии с переменами в штатном расписании.
С 1920-х годов жил в Москве в Петровско-Разумовском на территории Тимирязевской сельскохозяйственной академии, где и умер 30 августа 1933 года. Похоронен на Введенском кладбище (20 уч.).
Жена — Анна Андреевна.